# 埃德尼維爾鎮區 (北卡羅萊納州亨德森縣)
埃德尼維爾鎮區（英語：Edneyville Township）是位於美國北卡羅萊納州亨德森縣的一個鎮區。

## 地方資料
埃德尼維爾鎮區的面積為137.52平方千米，皆為陸地。根據2020年美國人口普查的數據，當地共有人口4951人，而人口密度為每平方千米36人。